# Ramón Fernández (Fußballspieler)
Ramón Ignacio Fernández Arias (* 3. Dezember 1984 in Formosa) ist ein argentinischer Fußballspieler, der durch seine lange Zeit in Chile auch die chilenische Staatsangehörigkeit angenommen hat. Der Mittelfeldspieler gewann sowohl in Argentinien als auch in Chile die Meisterschaft.

## Karriere
Ramón Fernández, ein Spieler des Jugendsystems von Estudiantes de la Plata, trat im Januar 2003 der Reservemannschaft des Vereins bei, verbrachte jedoch den größten Teil der folgenden fünf Jahre auf Leihbasis bei mehreren argentinischen Mannschaften, darunter CA Sarmiento, Sportivo Ben Hur, CSD Defensa y Justicia und Club Atlético Atlanta. Im Juli 2008 wurde er erneut an den kroatischen Klub HNK Rijeka ausgeliehen. Bei Rijeka etablierte er sich in seiner ersten Saison beim Verein als Stammspieler der ersten Mannschaft und erzielte in der Saison 2008/09 in 20 Einsätzen ein Tor. Am Ende der Saison beschloss der Verein, den Leihvertrag für die nächste Saison zu verlängern. Daher endete die Leihe im Juli 2010 und anschließend kehrte er zu Estudiantes zurück. Er bestritt aber nur zwei weitere Ligaeinsätze für seinen Jugendverein und wurde dann nach Chile zu Unión La Calera verliehen. Dort wurde er schnell Startelfspieler und einer der Garanten für den Erfolg des Aufsteigers, der es in der Apertura und der Clausura jeweils in die Finalrunde schaffte. Fernández wurde von der Zeitschrift El Gráfico in die beste Elf der Saison gewählt.
Nach der erfolgreichen Saison in Chile blieb er in dem Land und wechselte zum CD O’Higgins. Auch beim Verein aus Rancagua brachte der Mittelfeldspieler wieder gute Leistungen, auch wenn in der Copa Sudamericana 2012 in der ersten Runde bereits Schluss war. So wechselte der Argentinier 2013 zu eine der Top-Adressen in Chile, zu Universidad de Chile. Mit La U gewann er die Copa Chile 2012/13 und die Meisterschaft der Apertura 2014/15, allerdings zeigte Fernández oftmals schwankende Leistungen beim Hauptstadtklub. Nach einer Schambeinverletzung im März 2015 fiel er die gesamte Clausura 2014/15 aus. Anschließend, ab Juni 2015, wurde er an O’Higgins verliehen, wo er wieder zu alter Stärker zurückfand. Nach der Leihe wurde sein Vertrag bei Universidad de Chile aufgelöst.
Im Juni 2016 gab der CSD Colo-Colo die Verpflichtung des vertragslosen Spielers bekannt. Er spielte eine gute Apertura 2016/17 und so gab es nach seiner Einbürgerung im Januar 2017 auch erste Stimmen für die Nominierung in die chilenische Nationalmannschaft. Doch nach einem schwierigen Jahr 2017, in dem er zwar mit den Albos die Meisterschaft der Transición 2017 gewann, jedoch seinen Stammplatz an Jorge Valdivia verlor und oftmals von Trainer Pablo Guede gar nicht im Kader berücksichtigt wurde. So kam es im Januar 2018 zu seiner erneuten Rückkehr zum CD O’Higgins. Bis 2021 spielten er bei der Celeste aus dem Süden Chiles und kehrte dann nach Argentinien zurück, wo er erneut für seinen früheren Leihklub Atlanta auflief.
Doch nach nur einem halben Jahr in Argentinien kehrte er nach Chile zurück und schloss sich Deportes Iquique in der Primera B an. Nachdem er in der Saison 2023 mit den himmelblauen Drachen in die Primera División aufgestiegen war, verließ er den Verein und gab im Januar 2024 seinen neuen Klub, San Antonio Unido aus der Segunda División, bekannt.

## Erfolge
Estudiantes
- Argentinischer Meister: 2010-A

Universidad de Chile
- Chilenischer Meister: 2014/15-A
- Chilenischer Pokalsieger: 2012/13

Colo-Colo
- Chilenischer Meister: 2017-T
- Chilenischer Pokalsieger: 2016
- Chilenischer Supercup-Sieger: 2017